# Islas de las Hermanas
Las islas de las Hermanas (en inglés: Sisters' Islands; en chino: 姐妹岛; en malayo: Pulau Subar Laut & Pulau Subar Darat) son dos de las islas del sur de Singapur que se encuentra al sur de la isla principal de ese país, aguas adentro en el estrecho de Singapur: la isla Hermana Grande, de unas 3,9 hectáreas de extensión y también conocida como Pulau Subar Laut en malayo, frente al mar abierto; y la isla Hermana Pequeña, de 1,7 hectáreas y también conocida como Pulau Subar Darat en malayo, frente al continente. Las dos islas están separadas por un estrecho canal. Las corrientes a través de este canal son muy peligrosas para nadadores y buceadores.
Las islas de las Hermanas tienen playas cálidas de aguas azules que hacen que el snorkel sea una de las actividades favoritas en las islas. Las islas también son populares entre excursionistas y campistas.
Las islas son el hogar de algunos de los más ricos arrecifes de Singapur. Una gran variedad de corales se encuentran en las aguas que rodean las islas. Entre la vida marina más común que se puede encontrar esta la almeja gigante, los caballitos de mar y los pulpos.
La isla Hermana Grande es el hogar de algunos macacos de cola larga.